# Rishi Sunak
Rishi Sunak (født 12. maj 1980) er en britisk politiker, der var Storbritanniens premierminister fra 25. oktober 2022 til 5. juli 2024. Han var formand for Det Konservative Parti fra 24. oktober 2022 til 2. november 2024. Han var finansminister 2020-2022 efter tidligere at have været vicefinansminister 2019-2020 under Boris Johnson. Han har været medlem af det britiske parlament for Richmond (Yorks)-kredsen siden 2015.
Sunak blev født i Southampton af indiske forældre, der var emigreret fra Østafrika, og blev uddannet på Winchester College. Han læste efterfølgende filosofi, politik og økonomi på Lincoln College ved University of Oxford, og fik senere en MBA fra Stanford University under Fulbright Program (en). Mens han studerede på Stanford, mødte han sin senere kone Akshata Murthy, som er datter af N.R. Narayana Murthy, en indisk milliardær og forretningsmand, der grundlagde Infosys. Efter endt uddannelse arbejdede han en periode for Goldman Sachs og en hedgefond og var medstifter af et inversteringsfirma.
Sunak blev valgt til det britiske underhus i valgkredsen Richmond (Yorks) ved parlamentsvalget i 2015. I Theresa Mays anden regering var han viceminister for lokalforvaltning. Han stemte tre gange for Mays Brexit-aftale. Efter May trak sig tilbage, støttede Sunak Boris Johnsons kandidatur til at blive konservativ leder. Efter at Johnson blev valgt og udnævnt til premierminister, udnævnte han Sunak til vicefinansminister. Sunak erstattede Sajid Javid som finansminister efter dennes tilbagetræden i februar 2020. Som finansminister var han fremtrædende i regeringens økonomiske reaktion på de økonomiske konsekvenser af COVID-19-pandemien i Storbritannien. Han trådte tilbage som finansminister den 5. juli 2022, efter at det blev afsløret, at Johnson løj i en sag (en) om seksuelle overgreb begået af det konservative parlamentsmedlem Chris Pincher. Sunak konkluderede i sit opsigelsesbrev, at "deres tilgange [grundlæggende er] for forskellige".
Efter Boris Johnsons tilbagetræden stillede Sunak op til formandsvalget som leder af det konservative parti, men blev slået af Liz Truss, der overtog posten som formand for partiet og dermed også premierministerposten. Truss trådte imidlertid tilbage som premierminister efter blot 45 dage på posten. Sunak meldte den 23. oktober 2022 sit kandidatur endnu en gang til premierministerposten. Her blev han den 24. oktober 2022, efter at modkanditaten Penny Mordaunt havde trukket sig, udpeget til posten som formand for partiet.
Han blev officielt indsat som Storbritanniens premierminister den 25. oktober 2022. Han fratrådte som premierminister 5. juli 2024 efter Det Konservative Parti have lidt et valgnederlag ved parlamentsvalget i Storbritannien 2024. Han annoncerede samtidig, at han også vil gå af formand for Det Konservative Parti.